# Ajbak
Iz al-Din Ajbak (arabsko عز الدين ايبك) s polnim imenom al-Malik al-Muiz Iz al-Din Ajbak al-Džavšangir-Turkmani al-Salihi (arabsko الملك المعز عز الدين ايبك التركماني الجاشنكير الصالحى) je bil prvi mameluški sultan Egipta, ki je vladal od leta 1250 do svoje smrti, * 1205, † 1257. 

## Poreklo in zgodnja kariera
Ajbak (iz turškega aj - luna in bak - poveljnik) je bil emir turškega porekla, ki je skupaj z drugimi Turkmeni služil na dvoru ajubidskega sultana as-Saliha Ajuba in bil zato med bahrijskimi mameluki znan kot Ajbak al-Turkmeni. Povzpel se je do položaja emirja in služboval kot džašnkir (okuševalec sultanove hrane in pijače, točaj) s činom havandža (sultanov računovodja). 
Po smrti as-Saliha Ajuba med frankovsko invazijo na Damietto leta 1249 in umoru njegovega dediča in sina Turanšaha leta 1250 je as-Salihova vdova Šadžar al-Dur s pomočjo in podporo mamelukov svojega pokojnega moža prevzela prestol in postala egiptovska sultanka. Ajubidi so izgubili oblast v Egiptu. 
Tako Ajubidi v Siriji kot abasidski kalif al-Mustasim v Bagdadu so kljubovali mameluški potezi v Egiptu in zavrnili priznanje Šajar al-Dur za sultanko. Egiptovski mameluki so ji kljub temu prisegli zvestobo, ona pa je Ajbaka imenovala na pomemben položaj atabega, vrhovnega poveljnika egiptovske vojske. 

## Vzpon na oblast (1250)
Ker sirski emirji Šadžar al-Dur niso prisegli zvestobe, je bil njen položaj negotov. Oblast v Damasku je prepustila an-Nasirju Jusufu, ajubidskemu emirju Alepa, in se poročila z Ajbakom. Po osemdesetih dneh vladanja je abdicirala in 2. maja 1250 prestol prepustila Ajbaku. Ajbak je od konca julija vladal kot al-Malik al-Muiz. Do takrat se je zanašal predvsem na štiri mameluke:  Farisa ad-Din Aktaja, Bajbarsa al-Bundukdarija, Kutuza in Bilbana al-Rašidija.
Ajbakova formalna vladavina se je končala po samo petih dneh.  Da bi utrdili svoj položaj in poskušali zadovoljiti svoje nasprotnike v Siriji in Bagdadu, so bahrijski mameluki za sultana postavili šestletnega al-Ašrafa Muso iz ene od sirskih vej Ajubidov in razglasili, da je Ajbak zgolj predstavnik abasidskega kalifa iz  Bagdada. Da bi pokazal svojo zvestobo svojemu pokojnemu ajubidskemu gospodarju as-Salihu Ajubu, je Ajbak organiziral njegovo pogrebno slovesnost in ga pokopal v grobnici, ki si jo je as-Salih zgradil pred smrtjo v bližini svoje medrese v okrožju Bain al-Kasrain v Kairu. Oblast v Egiptu je dejansko še vedno izvajal Ajbak, ki se je uradno vrnil na svoj prejšnji položaj atabega.

## Ajubidski izzivi
An-Nasir Jusuf je kljub temu poslal svoje sile v Gazo, da bi osvojil Egipt in strmoglavil Ajbaka, vendar jih je oktobra 1250 premagal emir Faris ad-Din Aktaj. An-Nasir se je s svojo drugo vojsko spopadel z mameluki  blizu Al-Salihije, nedaleč od Kaira, a je bil  prisiljen pobegniti v Damask. Njegov sin Turanšah, brat Nosrat ad-Din in alepski emir al-Malik al-Ašraf so bili ujeti. Ajbakove zmage nad sirskimi ajubidskimi kalifi so utrdile njegov položaj vladarja Egipta. S pogajanji in posredovanjem abasidskega kalifa je Ajbak osvobodil ajubidske ujetnike in pridobil oblast nad južno Palestino, vključno z Gazo in Jeruzalemom ter sirsko obalo. Po svojih zmagah in v dogovoru z Ajubidi je leta 1252 zaprl mladega ajubidskega sultana Muso in za podsultana imenoval Kutuza. 

## Upor
Leta 1253 je Aktaj, vodja bahrijskih mamelukov, zatrl hud upor, ki ga je v Zgornjem in Srednjem Egiptu vodil Hisn al-Din Talab. Z porazom ajubidskih sil an-Nasirja Jusufa in zatrtjem Talabovega upora se je moč emirja Aktaja in njegovih mamelukov okrepila in začeli so predstavljati grožnjo Ajbakovi oblasti. Ko je Aktaj Ajbaka prosil, naj njemu in njegovi bodoči ženi, sestri emirja Hame al-Malika al-Mansourja, dovoli živeti v citadeli,  se je Ajbak prepričal, da ga Aktaj in njegovi mameluki nameravajo strmoglaviti in se je odločil, da se jih znebi.

## Zlom mamelukov  (1254–1255)
Leta 1254 je Ajbak s Kutuzom in nekaj mameluki povabil Aktaja v citadelo in ga dal umoriti. Bahrijski mameluki, med njimi Bajbars al-Bundukdari in Kalavun al-Alfi, so ponoči pobegnili v Damask, Kerak in seldžuški Sultanat Rum. Ajbak je zasegel posesti bahrijskih mamelukov in se umaknil v Aleksandrijo, ki jo je Aktaj od leta 1252 štel za svojo lastno domeno. Mameluki, ki niso uspeli pobegniti, so bili zaprti ali usmrčeni. Po obračunu z Aktajem in njegovimi bahrijskimi mameluki je Ajbak odstavil mladega sosultana al-Ašrafa Muso in ga poslal domov. Po teh dogodkih je postal absolutni in edini vladar Egipta in delov Sirije, potem pa je sklenil sporazum z an-Nasirjem Jusufom, ki je njegovo oblast omejil le na Egipt.
Leta 1255 je v zgornjem Egiptu izbruhnil nov upor, ki ga je vodil njegov soimenjak Iz al-Din Ajbak al-Afram. Hkrati je na egiptovsko sirsko mejo prišla vojska an-Nasirja Jusufa, tokrat v spremstvu bahrijskih mamelukov, ki so pobegnili v Sirijo, vključno z Bajbarsom al-Bundukdarijem in Kalavunom al-Alfijem. 

## Smrt
Ajbak je nujno potreboval zavezništvo proti mamelukom, ki so pobegnili v Sirijo, zato se je leta 1257 odločil poročiti s hčerko Badra ad-Din Luluaja, emirja Mosula. Šadžar al-Dur se je čutila izdano od moža, ki ga je postavila za sultana, in ga je ukazala umoriti. Ob smrti je bil star približno 60 let in je imel nekaj sinov, med njimi Nasirja ad-Din Kana in al-Mansurja Alija.
Za njegovega naslednika so njegovi zvesti muizijski mameluki, ki jih je vodil Kutuz, postavili njegovega enajstletnega sina Alija. Novi sultan je prevzel vladarsko ime al-Malik al-Mansur Nur ad-Din Ali. Kutuz je postal njegov podsultan.

## Zapuščina
Egipčani Ajbaka niso niti marali niti spoštovali, čeprav se ga zgodovinar Ibn Taghri spominja kot pogumnega in radodarnega sultana.
Ajbak je vladal v burnih časih. Poleg konfliktov z an-Nasirjem Jusufom v Siriji ter emirjem Aktajem in njegovimi mameluki v Egiptu so mu grozile tudi zunanje sile, in sicer križarji francoskega kralja Ludvika IX., ki so v Akri čakali na priložnost za maščevanje ponižujočega poraza porazu v Egiptu leta 1250. Grozili so mu tudi Mongoli ilkana Huleguja, ki so začeli napadati vzhodne meje islamskega sveta. 
Pred smrtjo sta Ajbak in Šadžar al-Dur utrdila Mameluški sultanat, ki je na koncu odbil Mongole, izgnal evropske križarje iz Svete dežele in ostal najmočnejša politična sila na Bližnjem vzhodu do prihoda Osmanov. 
Ajbak je v Kairu zgradil medreso, znano kot al-Muizija.